# Nelsoniaceae
 (juin 2025).
Famille
Les Nelsoniaceae (ou Nelsoniacées) sont une ancienne famille de plantes à fleurs de l'ordre des Scrophulariales. La famille n'existe plus et les espèces sont maintenant incluses dans les Acanthaceae, dans la sous-famille des Nelsonioideae.